# Ebersbach, Meissen
Ebersbach, Meissen är en kommun och ort i Landkreis Meissen i förbundslandet Sachsen i Tyskland. Kommunen har cirka 4 300 invånare.